# Jesús Hernández (violinista)
Jesús Hernández (Maracay, Aragua, Venezuela, 4 de enero de 1961 - Caracas, 3 de noviembre de 2021) es un violinista de origen venezolano. Comenzó sus estudios a los 8 años. Ingresó a la Orquesta Juvenil de Maracay en 1975, donde vio clases con los maestros Ferrucio Musignato y Carlos Suzi. Junto con un grupo de músicos, fue uno de aquellos que el 12 de febrero de 1975 dieron vida a la Sinfónica de la Juventud Venezolana Simón Bolívar, agrupación que desde su génesis ha reunido el talento y la mística de jóvenes provenientes de toda Venezuela. Ocupó el cargo de concertino titular de la Orquesta Sinfónica Simón Bolívar por más de 30 años. El maestro se dedicó a la enseñanza musical en la Academia de Violín Jesús Hernández, luego de haber renunciado a su cargo en la OSSB en el 2005.[cita requerida]
En 2018 visitó la ciudad de Upata (Estado Bolívar)  Donde inpartíó clases de violín durante ese lapso de tiempo (2018-2019)  en el mismo año su Alumno Jefferson Hernández presentó su primer concierto solista.
El maestro Hernández organizó un concierto con niños especiales y La orquesta Sinfónica de Vista al Sol.
El maestro Hernández murió en la ciudad de Caracas el 3 de noviembre del año 2021 producto de un ECV. Hasta su muerte  el maestro uso un violín   Nicolas François Vuillaume de 1837. [cita requerida]

## Trayectoria
Jesús Hernández forma parte de una nueva generación de artistas venezolanos dedicados a expandir la labor musical del maestro José Antonio Abreu. Ingresó a la Orquesta Juvenil de Maracay en 1975. Participó en el Octavo Festival de Orquestas Juveniles en Aberdeen, Escocia, y en los cursos de perfeccionamiento con Hervé le Flosch, en Niza, Francia, y con Giovanni Guglielmo, en Venecia, Italia.[cita requerida]
Afianza sus estudios violinísticos con el maestro José Francisco del Castillo y posteriormente gana el puesto de concertino de la Orquesta Sinfónica Simón Bolívar. Conquista el primer premio del II Concurso de Jóvenes Solistas de la Orquesta Sinfónica de Venezuela.[cita requerida]
Su perfil como solista en escenarios internacionales comenzó al ser invitado por la fundación Berecasa para actuar en el 1.er Crucero Mundial de Jóvenes Solistas. Fue solista invitado de la Orquesta Sinfónica Simón Bolívar, durante su gira de conciertos por Latinoamérica en 1986. Se presentó en el festival de Radio France, en Montpellier. Tuvo el honor de compartir escenario con el maestro Henryk Szeryng, y ha sido dirigido por el maestro Mehli Mehta.[cita requerida]
Jesús Hernández también desarrollo el lenguaje camerístico y pedagógico, asistiendo a los cursos magistrales del Cuarteto Portland y los del maestro Takeshi Kobayashi, siendo su asistente en los programas del Método Suzuki, participa en los cursos del eminente violinista Rony Rogoff.[cita requerida]
Realizó una intensa labor como profesor de violín en la Escuela Popular de Música de Maracay. Se destacó como director nacional del Método Suzuki, profesor del Conservatorio de la Orquesta Nacional Juvenil e instructor de los seminarios organizados por el Sistema de Orquestas Juveniles de Venezuela y posteriormente Conservatorio de Música Simón Bolívar.[cita requerida]
Ha seguido cursos de dirección de orquesta con el maestro José Antonio Abreu, y con el maestro Antonio Estévez, presentándose como director invitado tanto en las Orquestas Infantiles y Juveniles de Venezuela como en Trinidad y Tobago. El maestro Jesús Hernández se destacó como director y profesor de la cátedra de violín de su academia y donde se dedicó a la enseñanza del violín, la viola y música de cámara en los estados orientales y centrales de Venezuela.[cita requerida]
Hasta el año 2020 reside en la ciudad del  Tigre en el Estado  Anzoátegui, hasta que se trasladó a la ciudad de Caracas, en el Distrito Capital, desde donde monitoreo y mantuvo contacto continuo con alumnos de su academia en los estados Monagas, Anzoátegui,Bolívar, a los que también se sumaron alumnos del exterior, en países como Francia, México, Colombia, Suiza, entre otros.[cita requerida]

## Juicios críticos
- "... Un solista de calibre internacional." La Nación, Buenos Aires, mayo de 1986.
- "... Jesús Hernández, concertino de la Orquesta Sinfónica Simón Bolívar, puso en evidencia un mecanismo ágil y seguro, sumado a un amplio conocimiento de la esencia de la música." Héctor Coda, La Nación, Buenos Aires, mayo de 1986.
- "... violinista de primera línea." Julio Novoa, La Mañana, Montevideo, mayo de 1986.
- "... Después de escuchar a Jesús Hernández, una se pregunta cuántas orquestas sinfónicas internacionales poseen un concertino de ese nivel." Víctor Bouilly, El Tiempo Argentino, Buenos Aires, mayo de 1986.
- "... El lirismo de la interpretación del concierto de Henri Vieuxtemps por Jesús Hernández hizo recordar las memorable palabra de Robert Schumman: 'Cuando escuchamos a Vieuxtemps, podemos cerrar los ojos con confianza: su sonido es perfecto como una flor en primavera". El Nacional, Caracas.